# ماکسیم لاپلوشنکو
ماکسیم لاپلوشنکو (اوکراینی: Максим Сергійович Лапушенко؛ زادهٔ ۱۹ فوریهٔ ۱۹۹۲) بازیکن فوتبال اهل اوکراین است.
از باشگاه‌هایی که در آن بازی کرده‌است می‌توان به باشگاه فوتبال لیتشوئس، باشگاه فوتبال داچیا کیشیناو، و باشگاه فوتبال دینامو کی‌یف اشاره کرد.